# Daniel François de Gélas de Voisins d’Ambres, vicomte de Lautrec

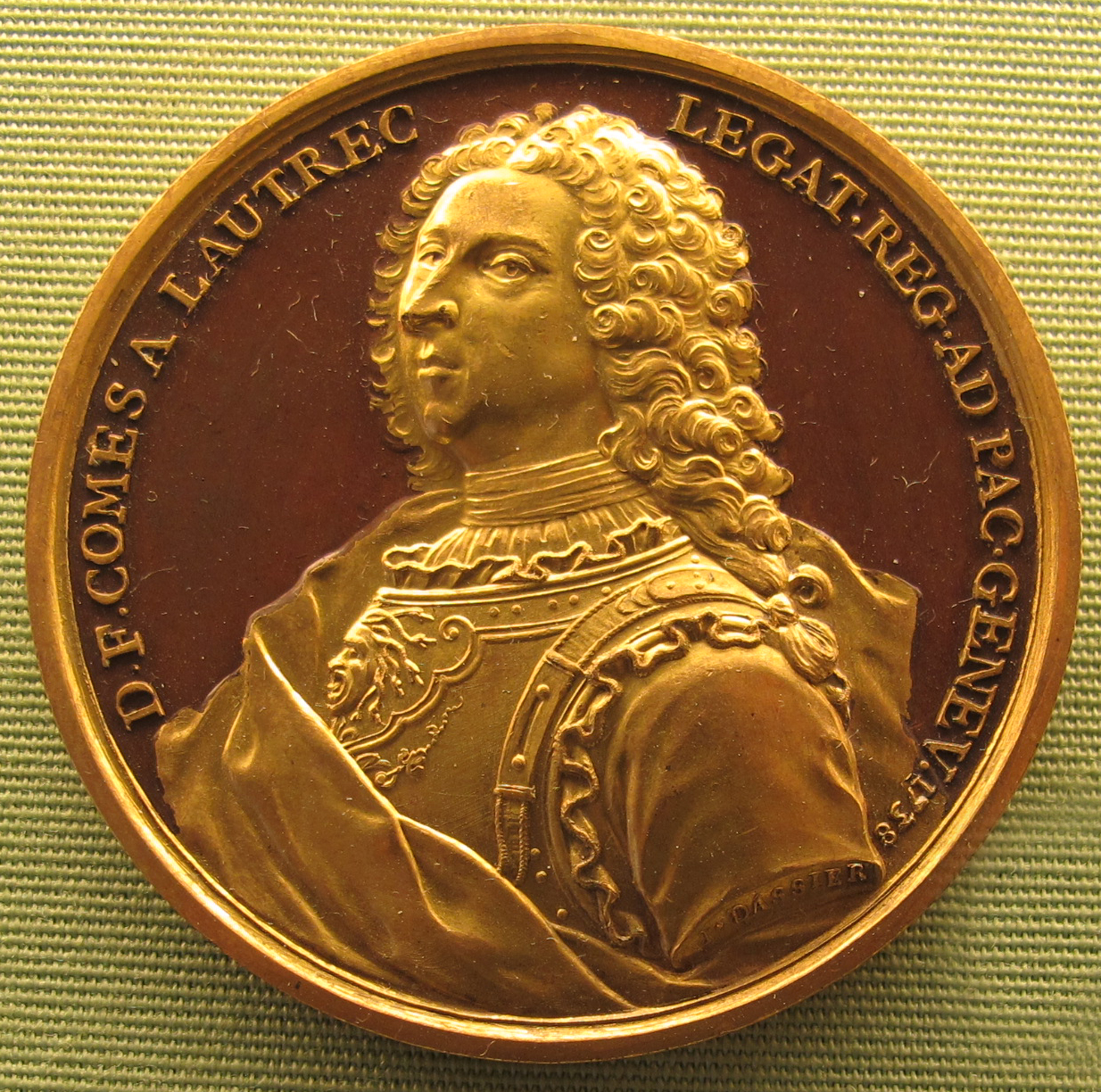
Daniel François de Lautrec, Medaille von Jean Dassier, 1738

Daniel François de Gélas de Voisins d’Ambres, genannt le Comte de Lautrec (* wohl 1682; † 14. Februar 1762 in Paris), Vicomte de Lautrec, war ein französischer Militär und Diplomat sowie Marschall von Frankreich.

## Leben
Daniel François de Gélas de Voisins war der dritte Sohn von François de Gélas de Voisins († 1721), Seigneur, Comte de Gélas, Marquis de Léberon et de Vignolles, Vicomte de Lautrec etc., und der Charlotte de Vernou de Bonneuil. Seine älteren Brüder waren François de Gélas de Voisins, Vicomte de Lautrec († 1705), und Louis Hector de Gélas de Voisins, Comte de Gélas, Marquis d’Ambres et de Vignolles, Vicomte de Lautrec (* 1675). Daniel François de Gélas de Voisins war Seigneur de Capendu (Languedoc), Seigneur de Rochette et de Lisardière (Anjou).
Daniel François wurde als Minderjähriger in den Malteserorden aufgenommen und war seitdem als Chevalier d’Ambres bekannt. 1701 trat er in die 2. Kompanie der Musketiere ein und ging 1702 nach Malta, wo er drei Jahre blieb.

### Spanischer Erbfolgekrieg
Am 11. Oktober 1705 wurde er zum Kapitän im Régiment de Lautrec-dragons, dem Regiment seines Bruders (später 12. Dragonerregiment), ernannt. Mit diesem Regiment nahm er am Italienfeldzug teil, bei dem er 1706 als Aide-de-camp des Herzogs von Orléans bei der Belagerung von und der Schlacht bei Turin diente. 1707 gehörte er zur Rhein-Armee und nahm am Angriff auf die Bühl-Stollhofener Linie teil, die am 22. Mai bezwungen wurde. Am 22. August 1709 nahm er unter dem Kommando des späteren Comte du Bourg am Sieg über die kaiserliche Armee unter Claudius Florimund Mercy in der Schlacht bei Rumersheim teil.
Am 8. März 1710 wurde er nach dem Rücktritt des Marquis d’Urban zum Colonel eines Infanterieregiments auf seinen Namen ernannt und am 28. April 1711 nach der Demission des Marquis de Béthune zum Lieutenant-colonel des Régiment d'infanterie de la Reine. Am 24. Juli 1712 kämpfte er in der Schlacht bei Denain, dann bei der Belagerung von Marchiennes, das am 30. Juli fiel, bei der Eroberung des Fort de Scarpe (nordöstlich Douai) sowie der Städte Douai und Le Quesnoy.
1713 gehörte er der Rhein-Armee an, die am 20. August Landau in der Pfalz eroberte, am 20. September 1713 den kaiserlichen General Vaubonne schlug und nahm an der Belagerung von Freiburg im Breisgau teil. 1714 wurde er in Katalonien eingesetzt, wo er an der Belagerung von Barcelona unter Maréchal de Berwick und ihrem Fall im September 1714 teilnahm.

### 1715–1738
1715 folgte er als Angehöriger der Malteser dem Aufruf des Großmeisters Ramon Perellos y Roccaful, Malta gegen die Osmanen zu verteidigen. Der Chevalier d’Ambres wurde am 17. Mai zum Brigadier der Truppe ernannt, die zu diesem Zweck aufgestellt worden war. Im Krieg der Quadrupelallianz (1718–1720) war er 1719 unter dem Kommando des Marquis de Bonnac an der spanischen Grenze stationiert und nahm an der Belagerung von Castellón (Castel León) teil, dessen Garnison am 11. Juni in Kriegsgefangenschaft ging. Am 3. April 1721 wurde er zum Brigadier der königlichen Armee ernannt. 1723 verließ er den Malteserorden, wurde in den Ordre royal et militaire de Saint-Louis aufgenommen und nahm den Namen Vicomte de Lautrec an. Am 8. März 1727 wurde er nach der Demission seines Bruders, des Marquis d’Ambres, zum Lieutenant-général in der Haute-Guyenne ernannt.
Im Polnischen Thronfolgekrieg (1733–1738) wurde er ab dem 6. Oktober 1733 in Italien unter den Marschällen Villars und Coigny eingesetzt. Er nahm an den Belagerungen von Pizzighettone und Cremona teil, kämpfte am 29. Juni 1734 in der Schlacht bei Parma und wurde am 1. August 1734 zum Maréchal de camp befördert, woraufhin er als Kommandeur seines Regiments demissionierte, um gemäß seinem neuen Rang weiter zu dienen. Am 15. September 1734 nahm er am Gefecht an der Secchia teil, befehligte in der Schlacht bei Guastalla (19. September 1734) den linken Flügel der Infanterie. 1735 beauftragte ihn Maréchal de Noailles mit der Blockade Mantuas, dessen Belagerung vorbereitet wurde. Von hier aus zog er nach Rivoli Veronese und bis nach Gussolingo an der Etsch, um den Gegner an der Überquerung des Flusses und dem Vormarsch nach Verona und Mailand zu hindern. Am 20. November erhielt er vom Marschall während des Waffenstillstands mit dem Prinzen von Sachsen-Hildburghausen den Auftrag, die gegenseitigen Grenzen abzustecken. Nach dem Wiener Präliminarfrieden organisierte er die Entflechtung der kaiserlichen und der französischen Truppen in Norditalien.
Am 30. Januar 1737 wurde der Vicomte de Lautrec zum Inspecteur-général de l'Infanterie ernannt. Am 8. Oktober 1737 wurde er als Bevollmächtigter des Königs nach Genf gesandt, um in der Stadt bei den Spannungen zwischen dem patrizischen Magistrat und der Bürgerschaft zu vermitteln; er erreichte die Stadt am 18. Oktober 1737 und blieb bis zum 21. Juni 1738. Ihm gelang es gemeinsam mit den Abgesandten des Kantons Bern und des Kantons Zürich eine Abkommen zu erreichen, das alle Seiten zufrieden stellte. Die Stadt Genf ließ daraufhin eine Medaille zu seinen Ehren schlagen (siehe Abbildung). Am 1. März 1738 wurde er zum Lieutenant-général des Armées du Roi befördert.

### Österreichischer Erbfolgekrieg
Ab dem 1. August 1741, während des Österreichischen Erbfolgekriegs, wurde er in der Westfalen-Armee unter dem Maréchal de Maillebois eingesetzt und kommandierte im folgenden Winter die französischen Truppen, die in Osnabrück (Stadt und Bistum) stationiert waren. Mit dieser Armee zog er im September 1742 nach Böhmen und kehrte Anfang 1743 aus Bayern nach Frankreich zurück.
Am 2. Februar 1743 wurde er zum Ritter im Orden vom Heiligen Geist ernannt. Am 15. Mai 1743 wurde er zum Ministre plénipotentiare du Roi bei Kaiser Karl VII. ernannt, dem er an dessen Hof in München, Augsburg und Frankfurt folgte. Am 2. Juni 1743 erhielt er die Erlaubnis, die Ordensinsignien zu führen, obwohl die formelle Aufnahme noch nicht erfolgt war (dies geschah aufgrund seiner Abwesenheit erst am 2. Februar 1745). Auf dem Weg nach Frankfurt wurde er im Juni 1743 trotz seines diplomatischen Status überfallen und ausgeplündert, wobei zwei Personen aus seinem Gefolge getötet wurden.
Am 1. Februar 1744 wurde er ins Piemont und unter den Oberbefehl des Prince de Conti versetzt, gab daher am 4. März 1744 das diplomatische Amt beim Kaiser ab und kehrte nach Frankreich zurück, reiste dann im April zu seiner neuen Aufgabe ab. Nach der Eroberung von Demonte am 17. August 1744 schloss er sich der Armee vor Coni an. Während der Schlacht bei Madonna dell’Olmo (30. September 1744) verhinderte er abseits des Schlachtfelds, dass 6000 Soldaten aus dem Waadtland das französische Munitionsdepot überfallen und die Nachschublinien unterbrechen konnten.
Am 25. Februar 1745 erhielt er das Kommando im Lyonnais, Forez, Beaujolais und der Stadt Lyon.
Ab dem 1. Mai 1746 wurde unter der Oberkommando des Prince de Conti in den Niederlanden eingesetzt. Er nahm an der Belagerung von Mons teil, das am 11. Juli kapitulierte, dann an der Belagerung von Charleroi, das am 2. August aufgab. Er kämpfte am 11. Oktober 1746 in der Schlacht bei Roucourt und kommandierte im Winter darauf Longwy und die Grenze zum Herzogtum Luxemburg, wechselte im Frühjahr 1747 nach Namur. Am 1. Mai 1747 wurde er der Flandern-Armee zugeordnet, die unter dem Kommando des Königs stand. Am 2. Juli 1747 kämpfte er in der Schlacht bei Lauffeldt, wo er an der rechten Hand schwer verletzt wurde. Am 11. September wurde er Gouverneur und Vogt von Le Quesnoy als Nachfolger des bei Roucourt gefallenen Marquis de Fénélon, gab wenig später sein Amt als Inspecteur-général auf und wurde am 1. November für den Winter zum Kommandeur von Ostende ernannt.
Am 15. April 1748 wurde er erneut zur Flandern-Armee abgeordnet und nahm an der Belagerung von Maastricht teil, das am 7. Mai kapitulierte. Anschließend übernahm er das Kommando von Antwerpen, das er nach dem Frieden von Aachen (18. Oktober) am 11. Dezember den kaiserlichen Truppen übergab, als die französische Armee die Niederlande räumte.

### Letzte Jahre
Am 24. Februar 1757 wurde er zum Marschall von Frankreich ernannt. Er starb am 14. Februar 1762 in Paris im Alter von 79 Jahren als Marquis d’Ambres und einer der führenden Barone des Languedoc.

## Ehe und Familie
Am 4. Februar 1739 heiratete er Marie Armande de Rohan-Chabot (1773 bezeugt), Tochter von Louis II. Bretagne Alain de Rohan-Chabot, Herzog von Rohan, Pair von Frankreich, Prince de Léon, und Françoise de Roquelaure (1683–1741). Ihre Kinder sind:
- Marie-Louise (* 19. November 1739; † 1. September 1745)
- Louis Henri (* 6. August 1741 in Genf; † 16. Januar 1742), genannt le Comte de Gélas
- Charles-Albert-François (* 9. Januar 1744; † 28. August 1753 in Paris)
- Charles-Philippe (* 10. November 1745; † 21. Dezember 1749), Malteserordensritter